# كلير ليك
كلير ليك (بالإنجليزية: Clear Lake, Iowa)‏ هي مدينة تقع في ولاية آيوا في الولايات المتحدة. تبلغ مساحة هذه المدينة 34.81 (كم²)، وترتفع عن سطح البحر 377 م، بلغ عدد سكانها 7777 نسمة في عام 2012 حسب إحصاء مكتب تعداد الولايات المتحدة.

## التركيبة السكانية
قام مكتب تعداد الولايات المتحدة بتحديد بيانات التركيبة السكانية لكلير ليكفي تعداد الولايات المتحدة. في ما يلي، التركيبة السكانية حسب تعدادي 2000 و2010.

### تعداد عام 2000
بلغ عدد سكان كلير ليك 8,161 نسمة بحسب تعداد عام 2000، وبلغ عدد الأسر 3,461 أسرة وعدد العائلات 2,239 عائلة مقيمة في المدينة. في حين سجلت الكثافة السكانية 782.4 نسمة لكل ميل مربع (302.1/كم2). وبلغ عدد الوحدات السكنية 4,156 وحدة بمتوسط كثافة قدره 398.4 نسمة لكل ميل مربع (153.8/كم2).
وتوزع التركيب العرقي للمدينة بنسبة 96.99% من البيض و 0.13% من الأمريكيين الأصليين و 0.92% من الأمريكيين ذوي الأصول الآسيوية و 0.06% من سكان جزر المحيط الهادئ و 0.27% من الأمريكيين الأفارقة و 0.88% من عرقين مختلطين أو أكثر.
بلغ عدد الأسر 3,461 أسرة كانت نسبة 28.4% منها لديها أطفال تحت سن الثامنة عشر تعيش معهم، وبلغت نسبة الأزواج القاطنين مع بعضهم البعض 52.4% من أصل المجموع الكلي للأسر، ونسبة 9.6% من الأسر كان لديها معيلات من الإناث دون وجود شريك، وكانت نسبة 35.3% من غير العائلات. تألفت نسبة 31.1% من أصل جميع الأسر من أفراد ونسبة 12.9% كانوا يعيش معهم شخص وحيد يبلغ من العمر 65 عاماً فما فوق. وبلغ متوسط حجم الأسرة المعيشية 2.86، أما متوسط حجم العائلات فبلغ 2.28.
بلغ العمر الوسطي للسكان 41 عاماً. وكانت نسبة 7.6% بين الثامنة عشر والأربعة وعشرون عاماً، ونسبة 26.7% كانت واقعةً في الفئة العمرية ما بين الخامسة والعشرون حتى والأربعة وأربعون عاماً، ونسبة 25.1% كانت ما بين الخامسة والأربعون حتى الرابعة والستون، ونسبة 17.7% كانت ضمن فئة الخامسة والستون عاماً فما فوق. يوجد لكل 100 أنثى 91.2 ذكر، ويوجد لكل 100 أنثى في الثامنة عشر من عمرها فما فوق 87.4 ذكر.
بلغ متوسط دخل الأسرة في المدينة 35,097 دولار، أما متوسط دخل العائلة فبلغ 45,589 دولار. وكان متوسط دخل الذكور 30,266 دولار مقابل 21,356 دولار للإناث. وسجل دخل الفرد الخاص بالمدينة 20,213 دولار. وكانت نسبة 5.0% من العائلات ونسبة 7.6% من السكان تحت خط الفقر، وكان من هؤلاء نسبة 8.0% تحت سن الثامنة عشر ونسبة 5.7% في الخامسة والستين من العمر وما فوق.

### تعداد عام 2010
بلغ عدد سكان كلير ليك 7,777 نسمة بحسب تعداد عام 2010، وبلغ عدد الأسر 3,507 أسرة وعدد العائلات 2,087 عائلة مقيمة في المدينة. في حين سجلت الكثافة السكانية 720.1 نسمة لكل ميل مربع (278.0/كم2). وبلغ عدد الوحدات السكنية 4,423 وحدة بمتوسط كثافة قدره 409.5 لكل ميل مربع (158.1/كم2).
وتوزع التركيب العرقي للمدينة بنسبة 96.3% من البيض و 0.1% من الأمريكيين الأصليين و 1.2% من الأمريكيين ذوي الأصول الآسيوية و 0.5% من الأمريكيين الأفارقة و 1.4% من عرقين مختلطين أو أكثر.
بلغ عدد الأسر 3,507 أسرة كانت نسبة 25.0% منها لديها أطفال تحت سن الثامنة عشر تعيش معهم، وبلغت نسبة الأزواج القاطنين مع بعضهم البعض 47.9% من أصل المجموع الكلي للأسر، ونسبة 8.6% من الأسر كان لديها معيلات من الإناث دون وجود شريك، بينما كانت نسبة 3.0% من الأسر لديها معيلون من الذكور دون وجود شريكة وكانت نسبة 40.5% من غير العائلات. وبلغ متوسط حجم الأسرة المعيشية 2.78، أما متوسط حجم العائلات فبلغ 2.16.
بلغ العمر الوسطي للسكان 46.3 عاماً. وكانت نسبة 20.7% من القاطنين تحت سن الثامنة عشر، وكانت نسبة 6.2% بين الثامنة عشر والأربعة وعشرون عاماً، ونسبة 21.2% كانت واقعةً في الفئة العمرية ما بين الخامسة والعشرون حتى والأربعة وأربعون عاماً، ونسبة 31.9% كانت ما بين الخامسة والأربعون حتى الرابعة والستون، ونسبة 20.2% كانت ضمن فئة الخامسة والستون عاماً فما فوق. وتوزع التركيب الجنسي للسكان بنسبة 48.2% ذكور و51.8% إناث.

## وصلات خارجية
- http://www.clearlakeiowa.com